# Кояна
Кояна (тал. којәнә, којә) — добровольная помощь при строительстве дома, посадке и сборе урожая у талышей.
По традиции талышей земля на которой предполагается строительство дома должна быть дозволена этому человеку. Строительство дома на чужой земле без разрешения собственника не дозволялась, иначе в строящемся доме не будет благословения. После соблюдения всех элементов хозяин дома приглашает старейшин своего рода, родственников и они молятся о благословении на закладку фундамента дома.
По традиции первый камень в основание дома клал старец руками и ногами, после чего начиналась работа. При закладке фундамента, родственники и соседи также участвуют в этой церемонии и оказывают свою помощь. Эта помощь называется у талышей «којә» или «којәнә», что означает добровольную помощь. На «којәнә» приглашают самых близких родственников и соседей, и все, кто получает приглашение, присутствует. «Којәнә» работает по принципу «сегодня ты помогаешь мне, а завтра я помогу тебе». 
По принятому у талышей обычаю, когда закладывается фундамент дома, близкие родственники и соседи приносят в дар хозяину дома «хончу» (тал. хончә) и накрывают её красной тканью. По традиции женщины приносят хончу с различными сладостями и другими дарами и преподносят её хозяину дома, благословляя.